# D型肝炎
D型肝炎（Dがたかんえん、英: hepatitis D）は、ウイルス性肝炎の一種で、小さな円形のRNAウイルスであるD型肝炎ウイルス（HDV、デルタ肝炎ウイルス）に起因する疾患である。このウイルスは（遺伝子的に）不完全な複製であり、したがって、別のウイルスと共存しなければ自己増殖しえない。ヒトでは、この共存現象が原則としてB型肝炎ウイルスの感染下でのみ起こる。この伝染が同時に起こった場合、同時感染(coinfection)と呼び、以前B型肝炎に感染した細胞にD型肝炎ウイルスが感染した場合は、重複感染(superinfection)と呼ぶ。
重複感染や共同感染はB型肝炎による肝障害をより深刻に悪化させ、肝硬変や肝細胞癌（肝がん）を引き起こす可能性がある。
アマゾンで初めて確認されたLábrea熱と呼ばれる熱帯熱は、D型肝炎の一種であることが確認された。

## 予防法
B型肝炎ワクチンの接種。

## 治療法
治療法は、B型肝炎の治療に準じるが、B型肝炎に有効なラミブジンの効果はない。